# レイジー・レスター
レイジー・レスター（Lazy Lester、1933年6月20日 - 2018年8月22日）は、アメリカ合衆国のブルース・シンガー、ハーモニカ奏者である。本名レズリー・カースウェル・ジョンソン。1950年代よりエクセロ・レコードで活躍した。ニューヨーク・タイムズは彼を「スワンプ・ブルースの創設者」と称賛している。

## 来歴
レイジー・レスターは、1933年6月20日、ルイジアナ州トーラスに生まれた。バトンルージュ郊外のスコットランドヴィルで幼少期を過ごした彼は、兄からギターを教わった、続いてハーモニカも覚え、ジミー・リードやリトル・ウォルターに影響を受けながら腕を磨いた。間もなく自身のバンド、リズム・ロッカーズを率いてハイスクールのダンス・パーティーに出演するようになった。

### エクセロでの活躍
転機が訪れたのは1950年代半ばのこと。バスでライトニン・スリムの隣に乗り合わせ、彼と知り合うことになった。スリムのハーモニカ奏者として活動することになったレスターは、スリムからエクセロ・レコードのプロデューサー、J.D.ミラーを紹介された。芸名「レイジー・レスター」は、ミラーがのんびり屋な性格の彼を見て名付けたものであった。
エクセロではスタジオ・ミュージシャンとして重宝され、ライトニン・スリムはもちろんのことケイティ・ウェブスター、スリム・ハーポなどのセッションでも演奏している。間もなく、自己名義の作品も制作するようになり、1956年にエクセロよりシングル「I'm Gonna Leave You Baby」でデビューを果たした。

### 音楽活動からの一時引退
1958年にはキンクスのカヴァーで知られる「I'm A Lover Not A Fighter」を発売。1960年代に入ってもエクセロよりシングルを発表し続けるが、レコードの収入が少ないことに嫌気が指し、1967年のエクセロのアルバム『True Blues』を最後に音楽活動から離れた。ルイジアナ州を離れシカゴに移住し、一度南部に戻ったのち、先に移住していたライトニン・スリムを追いかける形で、ミシガン州ポンティアックに移り住んだ。引退後は様々な職を転々とし、スリム・ハーポの妹と結婚している。

### カムバック
その後もデトロイトでギグを行なうこともあったものの、本格的な復活は1987年まで待つこととなった。同年イギリス・ツアーを敢行。ブルー・ホライズン・レコードより20年ぶりの新譜『Lazy Lester Rides Again』をリリースした。翌年には米国のアリゲーター・レコードから『Harp & Soul』をリリース。活動を完全に再開させる形となった。
その後はアントンズ・レコードなどからも新譜をリリース。2000年には日本公演も行なった。
2015年には、ミシシッピ州、ルイジアナ州のブルース・シーンを紹介する音楽映画「I AM THE BLUES アイ・アム・ザ・ブルース」に出演（日本公開は2018年）。2018年には米国の保険会社ガイコのCMに出演した。

### 死去
晩年まで活動は続いていたが、2018年8月22日、長年住んでいたカリフォルニア州パラダイスの自宅にて85歳で死去した。胃がんで闘病中だった。

## ディスコグラフィー

### アルバム
- 1967年『True Blues』(Excello)
- 1987年『Lazy Lester Rides Again』(Blue Horizon)
- 1988年『Harp & Soul』(Alligator)
- 1998年『All Over You』(Antones)
- 2001年『Superharps II』(Telarc) ※キャリー・ベル、レイフル・ニール、スヌーキー・プライアーとの共作
- 2001年『Blues Stop Knockin' 』(Antone's)
- 2010年『One More Chance』(Karonte/Cambaya)
- 2011年『You Better Listen』(Bluestown)
- 2020年『Yes Indeed!』(Tempo) ※ベノワ・ブルース・ボーイ、ゲラント・ワトキンスとの共作

### 編集盤
- 1971年『Made Up My Mind』(Blue Horizon)
- 1976年『They Call Me Lazy』(Flyright)
- 1979年『Poor Boy Blues』(Flyright)
- 1989年『Lazy Lester』(Flyright)
- 1994年『I'm A Lover Not A Fighter』(Ace)
- 1994年『I Hear You Knockin'! - The Excello Singles』(Excello)
- 2016年『Some Say He's Lazy...Some Say He’s Crazy!』(Minigroove)
- 2017年『I'm A Lover Not A Fighter (The Complete Excello Records Singles 1956-1962)』(Jasmine)

### シングル盤
| 年         | 曲名                                                                     | レーベル名 | レコードNo. |
| 1956年11月 | 「I'm Gonna Leave You Baby」 「Lester's Stomp」                          | Excello    | 45-2095     |
| 1957年6月  | 「Go Ahead」 「They Call Me Lazy」                                       | Excello    | 45-2107     |
| 1958年1月  | 「I Told My Little Woman」 「Tell Me Pretty Baby」                       | Excello    | 45-2129     |
| 1958年9月  | 「I'm A Lover, Not A Fighter」 「Sugar Coated Love」                     | Excello    | 45-2143     |
| 1959年4月  | 「I Hear You Knockin' 」 「Through The Goodness Of My Heart」            | Excello    | 45-2155     |
| 1959年9月  | 「I Love You, I Need You」 「Late Late In The Evening」                  | Excello    | 45-2166     |
| 1960年8月  | 「Bye Bye Baby, Gonna Call It Gone」 「A Real Combination For Love」     | Excello    | 45-2182     |
| 1961年2月  | 「You Got Me Where You Want Me」 「Patrol Blues」                        | Excello    | 45-2197     |
| 1961年11月 | 「Whoa Now」 「(I'm So Glad) My Baby's Back Home」                       | Excello    | 45-2206     |
| 1962年8月  | 「If You Think I've Lost You (You're Wrong As Can Be)」 「I'm So Tired」 | Excello    | 45-2219     |
| 1963年4月  | 「Lonesome Highway Blues」 「I Made Up My Mind」                         | Excello    | 45-2230     |
| 1963年6月  | 「You're Gonna Ruin Me Baby」 「Strange Things Happen」                  | Excello    | 45-2235     |
| 1964年1月  | 「A Word About Woman」 「Could Happen To You」                           | Excello    | 45-2243     |
| 1966年     | 「Take Me In Your Arms」 「You Better Listen (To What I Said)」          | Excello    | 45-2274     |
| 1966年     | 「Pondarosa Stomp」 「Because She's Gone」                               | Excello    | 45-2277     |